# Bestorps naturreservat, Falköpings kommun
För andra betydelser, se Bestorps naturreservat.
Bestorp är ett naturreservat på Mösseberg i Falköpings kommun i Västergötland.

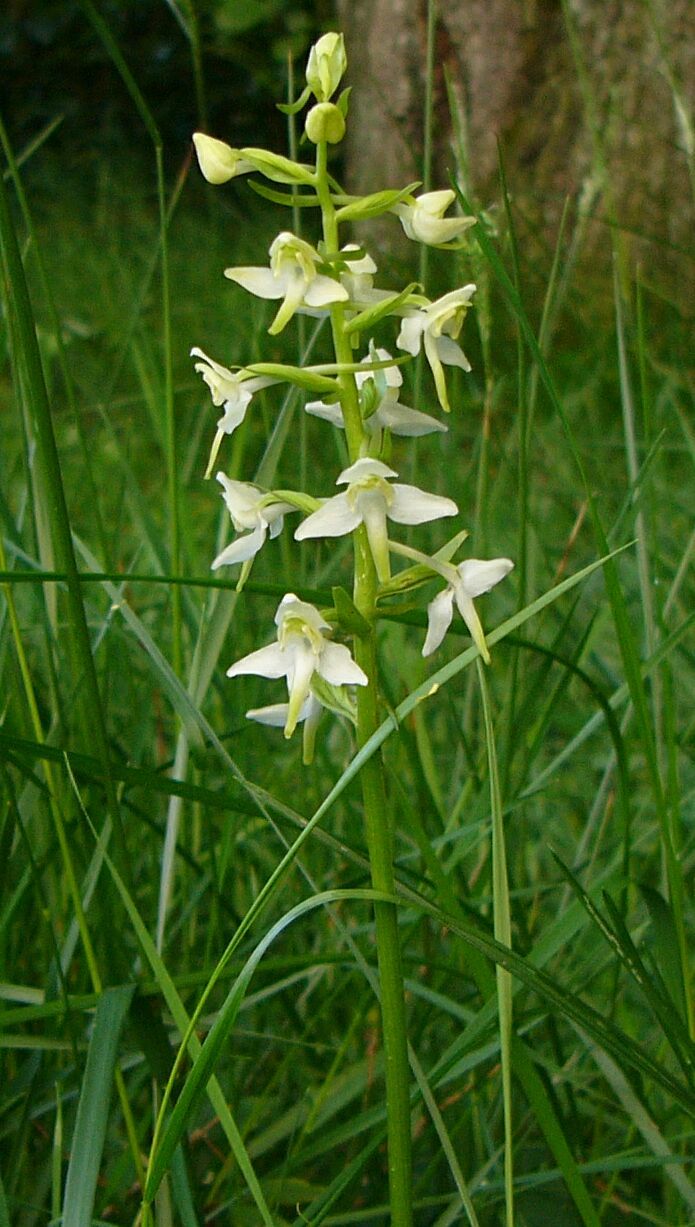
Grönvit nattviol

Reservatet ligger väster om Falköping på Mössebergs södra sluttning och omfattar även en del av platån. Det avsattes som naturreservat 1971, utökades 2010 och 2011 och är ett 89 hektar stort. 
Berget är ett av Västergötlands platåberg. Inom området finns olika naturtyper såsom ädellövskogar, betade hagmarker och barrskogar. I skogen finns alm, ask och andra ädla lövträd. Floran innehåller arter såsom blåsippa, ormbär, stinksyska, stinksyska, grönvit nattviol, backsippa, trolldruva, hässleklocka, underviol, kransrams, trollsmultron. 
Inom hagmarkerna på sydsluttningen växer hagmarksträd och rikligt med hasselbuketter, hagtorn, druvfläder, olvon, nypon, berberis och getapel. Inom området man kan få se nötkråka, rosenfink och stenknäck. 
I området finns ett flertal motionsspår, skidspår och stigar. 
Området ingår i EU:s ekologiska nätverk av skyddade områden, Natura 2000.

## Bildgalleri

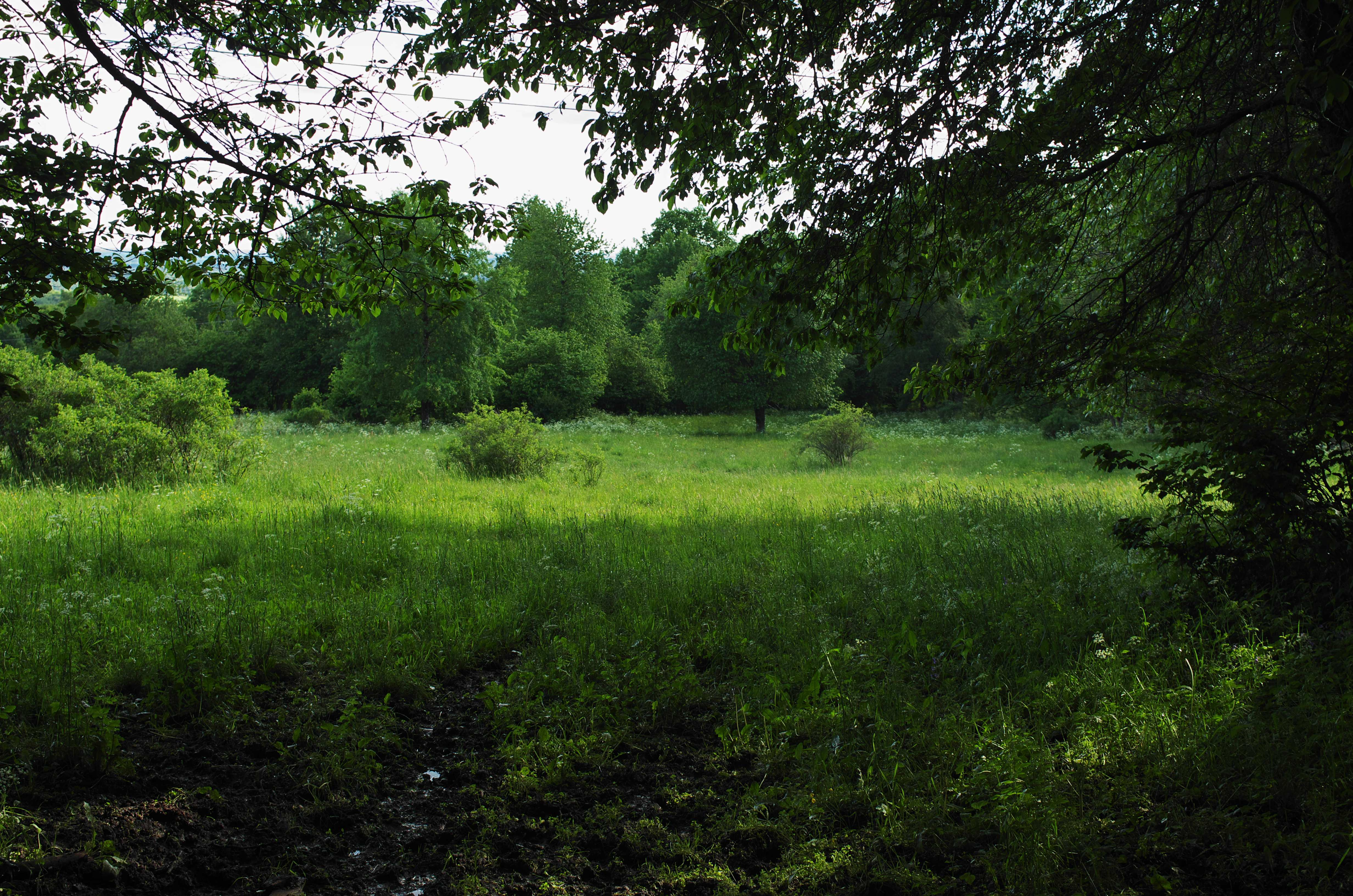
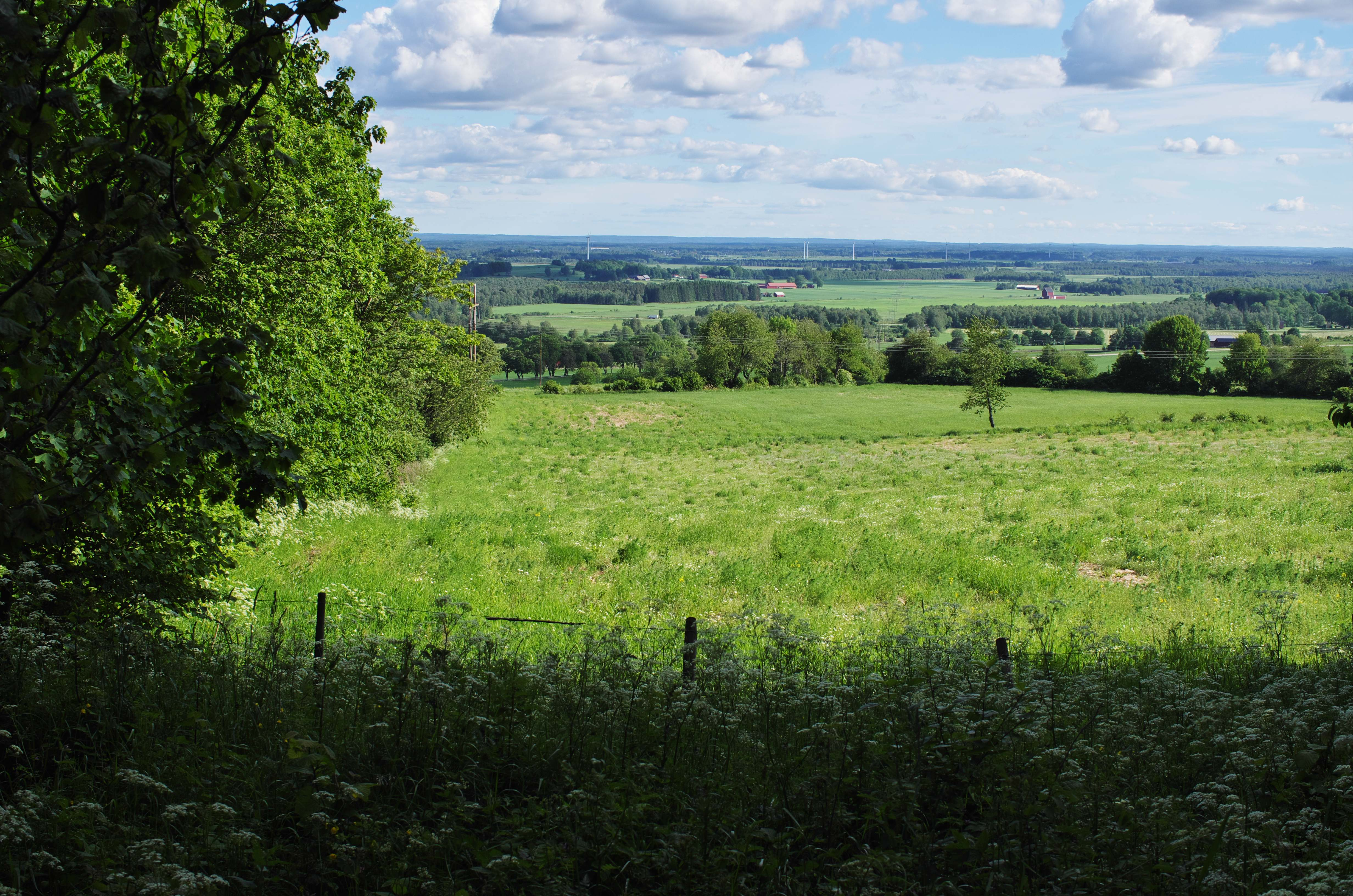
Utsikt åt söder
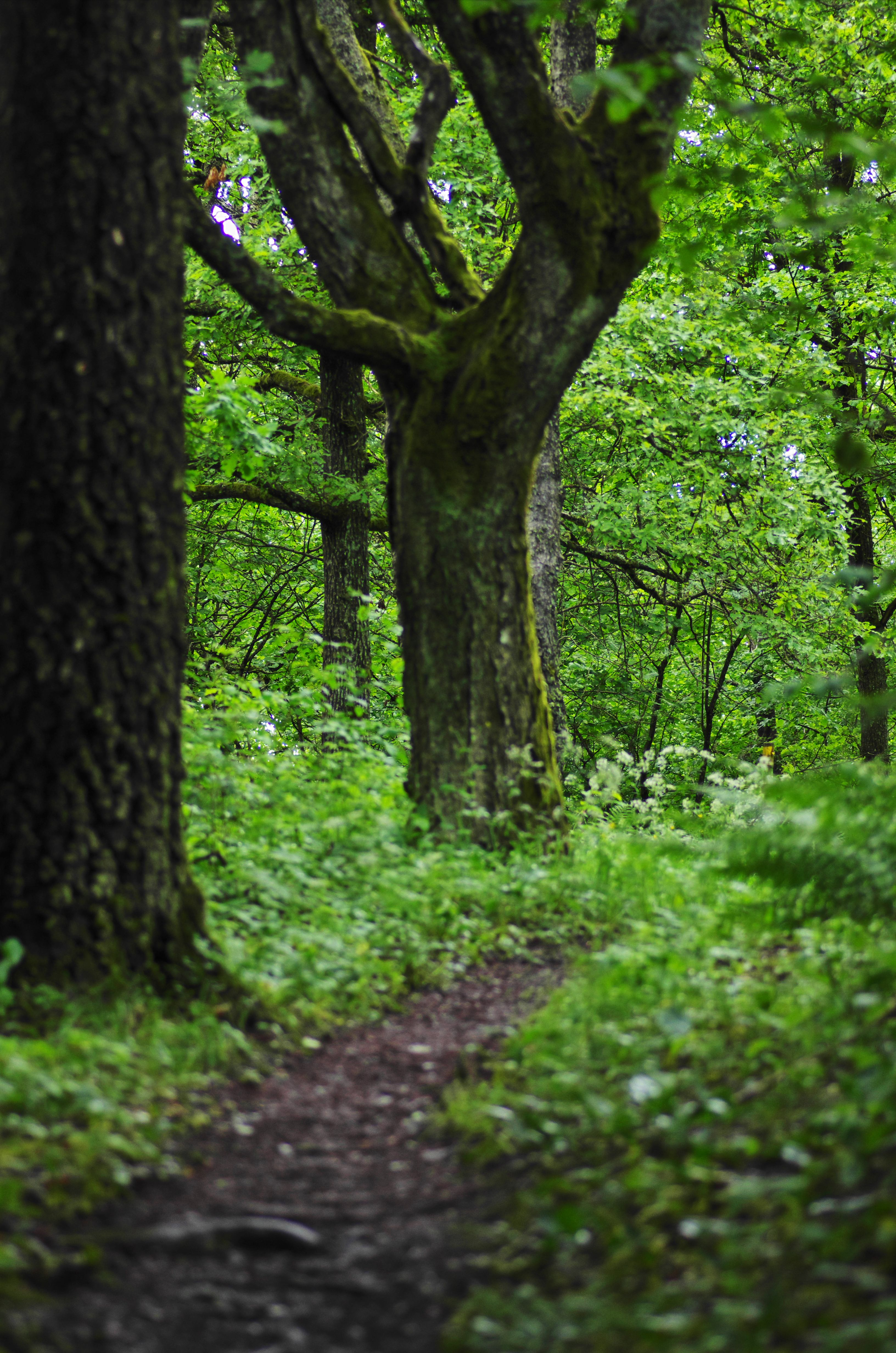
Skogen ovanför Påverås.

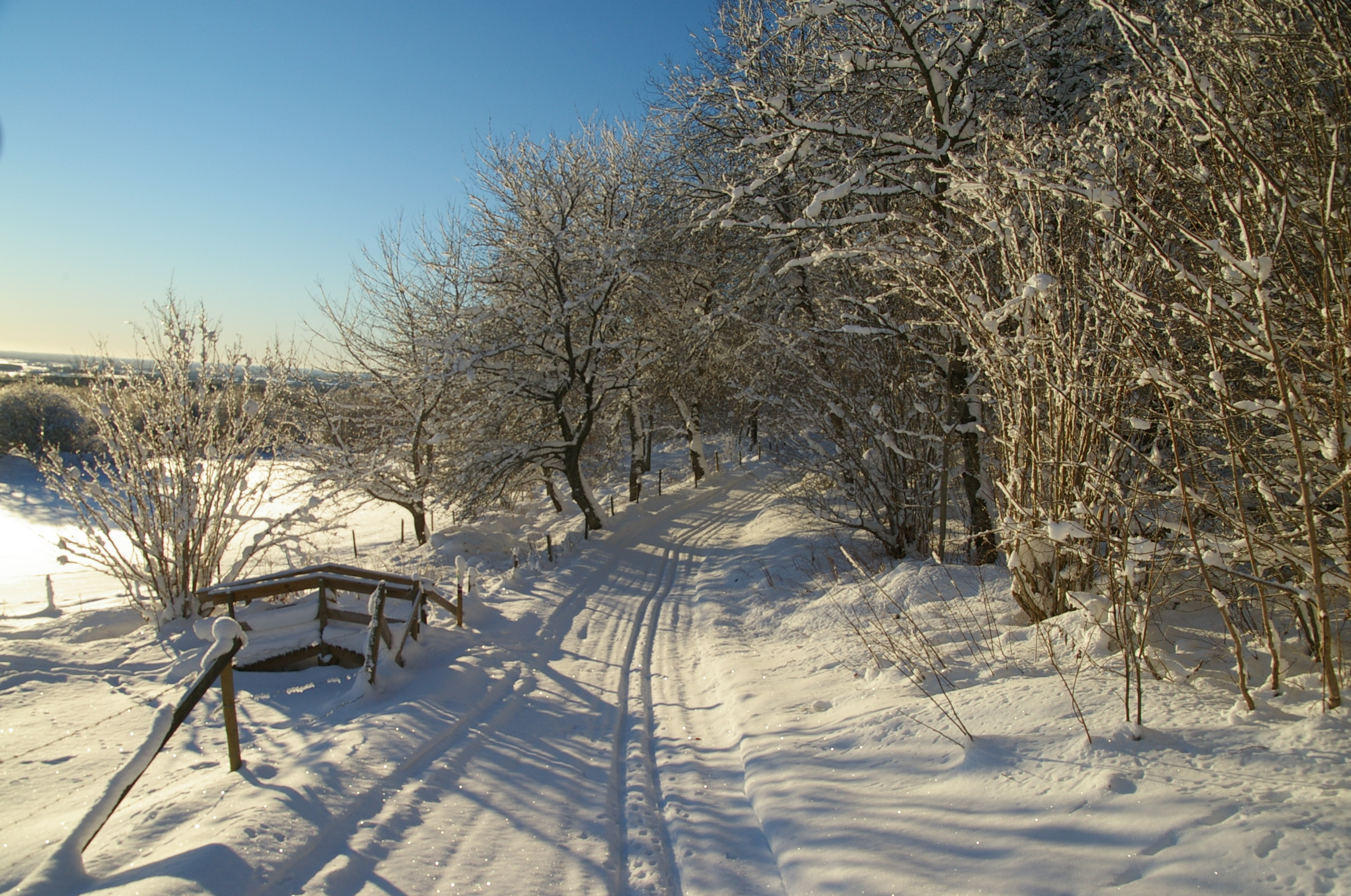
Skidspår spåras vid snörika vintrar.
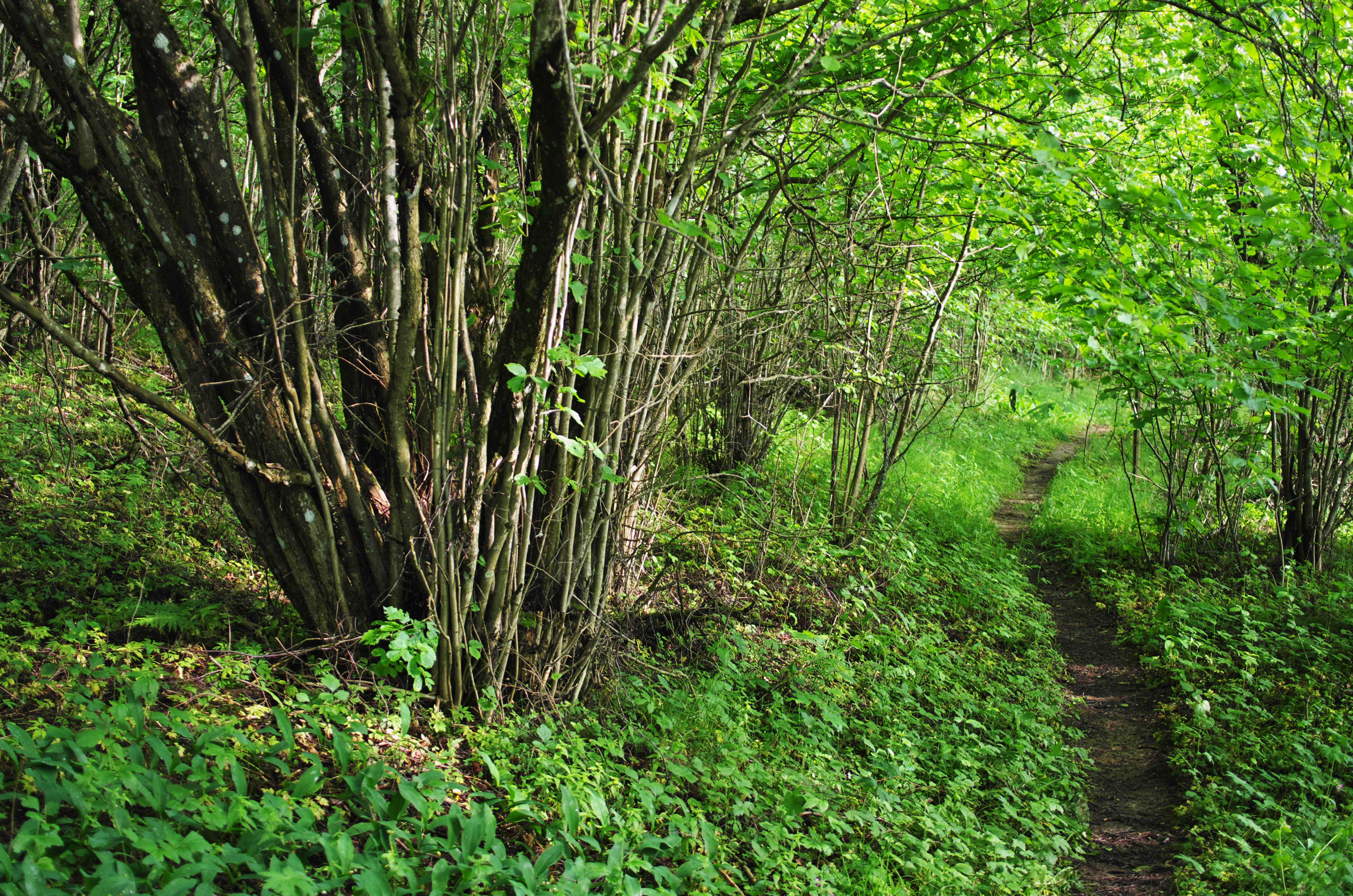